# Списак епизода серије Синђелићи
Синђелићи је српска серија која се снима од 2013. године. Прва сезона је емитована од 14. октобра 2013. до 19. маја 2014. године. Друга сезона је емитована од 23. марта 2015. до 16. марта 2016. године. Трећа сезона је емитована од 17. марта 2016. до 10. јуна 2016. Четврта сезона је емитована од 6. марта до 2. јула 2017. године. Пета сезона је емитована од 8. априла до 12. јула 2019. године.
Серија Синђелићи тренутно броји 5 сезона и 229 епизода.

## Преглед серије
| Сезона | Сезона | Епизоде | Епизоде | Оригинално емитовање | Оригинално емитовање | Оригинално емитовање |
| Сезона | Сезона | Епизоде | Епизоде | Премијера            | Финале               | Мрежа                |
| ------ | ------ | ------- | ------- | -------------------- | -------------------- | -------------------- |
|        | 1.     | 19      | 19      | 14. октобар 2013.    | 19. мај 2014.        | Прва                 |
|        | 2.     | 20      | 20      | 23. март 2015.       | 16. март 2016.       | Прва                 |
|        | 3.     | 50      | 50      | 17. март 2016.       | 10. јун 2016.        | Прва                 |
|        | 4.     | 70      | 70      | 6. март 2017.        | 2. јул 2017.         | Прва                 |
|        | 5.     | 70      | 70      | 8. април 2019.       | 12. јул 2019.        | Суперстар            |

## Епизоде

### 1. сезона (2013−14)
Воја Брајовић, Ванеса Радман, Борис Комненић, Милена Дравић и Горан Радаковић су ушли у главну поставу. Ванеса Радман је због несугласица око уговора напустила серију после прве епизоде, а заменила ју је Снежана Богдановић.
| Бр. еп. (укупно) | Бр. еп. (у сезони) | Наслов                  | Редитељ       | Сценариста                       | Премијера          |
| ---------------- | ------------------ | ----------------------- | ------------- | -------------------------------- | ------------------ |
| 1                | 1                  | "Узеше се"              | Дејан Зечевић | Биљана Максић и Срђан Драгојевић | 14. октобар 2013.  |
| 2                | 2                  | "Одгајање деце"         | Дејан Зечевић | Биљана Максић                    | 21. октобар 2013.  |
| 3                | 3                  | "Дугови"                | Дејан Зечевић | Биљана Максић                    | 28. октобар 2013.  |
| 4                | 4                  | "Увек ћемо имати Париз" | Дејан Зечевић | Биљана Максић                    | 4. новембар 2013.  |
| 5                | 5                  | "Председник клуба"      | Дејан Зечевић | Биљана Максић                    | 11. новембар 2013. |
| 6                | 6                  | "Дечије ствари"         | Дејан Зечевић | Биљана Максић                    | 18. новембар 2013. |
| 7                | 7                  | "Друг из војске"        | Дејан Зечевић | Биљана Максић                    | 25. новембар 2013. |
| 8                | 8                  | "Поклони за жене"       | Дејан Зечевић | Биљана Максић                    | 2. децембар 2013.  |
| 9                | 9                  | "Језда хомосексуалац"   | Дејан Зечевић | Биљана Максић                    | 10. март 2014.     |
| 10               | 10                 | "Превара"               | Дејан Зечевић | Биљана Максић                    | 17. март 2014.     |
| 11               | 11                 | "Љубомора"              | Дејан Зечевић | Биљана Максић                    | 24. март 2014.     |
| 12               | 12                 | "Тест интелигенције"    | Дејан Зечевић | Биљана Максић                    | 31. март 2014.     |
| 13               | 13                 | "Енглески језик"        | Дејан Зечевић | Биљана Максић                    | 7. април 2014.     |
| 14               | 14                 | "Џастин"                | Дејан Зечевић | Биљана Максић                    | 14. април 2014.    |
| 15               | 15                 | "Награда и оцене"       | Дејан Зечевић | Биљана Максић                    | 21. април 2014.    |
| 16               | 16                 | "Мит о Светозару"       | Дејан Зечевић | Биљана Максић                    | 28. април 2014.    |
| 17               | 17                 | "Вукова љубав"          | Дејан Зечевић | Биљана Максић                    | 5. мај 2014.       |
| 18               | 18                 | "Федор и Николина"      | Дејан Зечевић | Биљана Максић                    | 12. мај 2014.      |
| 19               | 19                 | "Фудбалери"             | Дејан Зечевић | Биљана Максић                    | 19. мај 2014.      |

### 2. сезона (2015−16)
Бранко Цвејић и Светлана Бојковић су се придружили главној постави и напустили је на крају сезоне. Милица Михајловић, Вучић Перовић и Бранкица Себастијановић су унапређени у главну поставу на почетку сезоне.
| Бр. еп. (укупно) | Бр. еп. (у сезони) | Наслов                   | Редитељ       | Сценариста                                                  | Премијера         |
| ---------------- | ------------------ | ------------------------ | ------------- | ----------------------------------------------------------- | ----------------- |
| 20               | 1                  | "Трећи брат"             | Милан Коњевић | Небојша Радосављевић, Александар Јанковић и Сузана Пурковић | 23. март 2015.    |
| 21               | 2                  | "Тетка"                  | Милан Коњевић | Небојша Радосављевић, Александар Јанковић и Сузана Пурковић | 30. март 2015.    |
| 22               | 3                  | "О мајци"                | Милан Коњевић | Небојша Радосављевић, Александар Јанковић и Сузана Пурковић | 6. април 2015.    |
| 23               | 4                  | "Горанов повратак"       | Милан Коњевић | Небојша Радосављевић, Александар Јанковић и Сузана Пурковић | 13. април 2015.   |
| 24               | 5                  | "Одлазак"                | Милан Коњевић | Небојша Радосављевић, Александар Јанковић и Сузана Пурковић | 20. април 2015.   |
| 25               | 6                  | "Љубавни јади"           | Милан Коњевић | Небојша Радосављевић, Александар Јанковић и Сузана Пурковић | 27. април 2015.   |
| 26               | 7                  | "Возачки испит"          | Милан Коњевић | Небојша Радосављевић, Александар Јанковић и Сузана Пурковић | 4. мај 2015.      |
| 27               | 8                  | "Хаос"                   | Милан Коњевић | Небојша Радосављевић, Александар Јанковић и Сузана Пурковић | 11. мај 2015.     |
| 28               | 9                  | "Право на срећу"         | Милан Коњевић | Небојша Радосављевић, Александар Јанковић и Сузана Пурковић | 18. мај 2015.     |
| 29               | 10                 | "Пут у Америку"          | Милан Коњевић | Небојша Радосављевић, Александар Јанковић и Сузана Пурковић | 29. фебруар 2016. |
| 30               | 11                 | "Нове комшије (1. део)"  | Милан Коњевић | Небојша Радосављевић, Александар Јанковић и Сузана Пурковић | 1. март 2016.     |
| 31               | 12                 | "Нове комшије (2. део)"  | Милан Коњевић | Небојша Радосављевић, Александар Јанковић и Сузана Пурковић | 2. март 2016.     |
| 32               | 13                 | "Кратковиди"             | Милан Коњевић | Небојша Радосављевић, Александар Јанковић и Сузана Пурковић | 3. март 2016.     |
| 33               | 14                 | "Џип"                    | Милан Коњевић | Небојша Радосављевић, Александар Јанковић и Сузана Пурковић | 4. март 2016.     |
| 34               | 15                 | "Синови"                 | Милан Коњевић | Небојша Радосављевић, Александар Јанковић и Сузана Пурковић | 7. март 2016.     |
| 35               | 16                 | "Ожењен и моногаман"     | Милан Коњевић | Небојша Радосављевић, Александар Јанковић и Сузана Пурковић | 9. март 2016.     |
| 36               | 17                 | "Просвед"                | Милан Коњевић | Небојша Радосављевић, Александар Јанковић и Сузана Пурковић | 10. март 2016.    |
| 37               | 18                 | "Конобар или конобарица" | Милан Коњевић | Небојша Радосављевић, Александар Јанковић и Сузана Пурковић | 11. март 2016.    |
| 38               | 19                 | "Може бити само један"   | Милан Коњевић | Небојша Радосављевић, Александар Јанковић и Сузана Пурковић | 14. март 2016.    |
| 39               | 20                 | "Натали"                 | Милан Коњевић | Небојша Радосављевић, Александар Јанковић и Сузана Пурковић | 16. март 2016.    |

### 3. сезона (2016)
Снежана Богдановић и Милена Дравић су напустиле главну поставу на крају сезоне.
| Бр. еп. (укупно) | Бр. еп. (у сезони) | Наслов                               | Редитељ              | Сценариста                                | Премијера       |
| ---------------- | ------------------ | ------------------------------------ | -------------------- | ----------------------------------------- | --------------- |
| 40               | 1                  | "Све је то природно"                 | Сузана Пурковић      | Милан Коњевић                             | 17. март 2016.  |
| 41               | 2                  | "Маскенбал"                          | Сузана Пурковић      | Милан Коњевић                             | 18. март 2016.  |
| 42               | 3                  | "Непобедиви лавови (1. део)"         | Сузана Пурковић      | Милан Коњевић                             | 21. март 2016.  |
| 43               | 4                  | "Непобедиви лавови (2. део)"         | Сузана Пурковић      | Милан Коњевић                             | 23. март 2016.  |
| 44               | 5                  | "Велики концерт"                     | Сузана Пурковић      | Милан Коњевић                             | 24. март 2016.  |
| 45               | 6                  | "Усвајање детета (1. део)"           | Сузана Пурковић      | Милан Коњевић                             | 25. март 2016.  |
| 46               | 7                  | "Усвајање детета (2. део)"           | Сузана Пурковић      | Милан Коњевић                             | 28. март 2016.  |
| 47               | 8                  | "Хомосексуалац"                      | Сузана Пурковић      | Милан Коњевић                             | 30. март 2016.  |
| 48               | 9                  | "Провала, хомосексуалац и такмичење" | Сузана Пурковић      | Милан Коњевић                             | 31. март 2016.  |
| 49               | 10                 | "Божји човек и београдски дон Жуан"  | Сузана Пурковић      | Милан Коњевић                             | 1. април 2016.  |
| 50               | 11                 | "Анђели и демони"                    | Сузана Пурковић      | Милан Коњевић                             | 4. април 2016.  |
| 51               | 12                 | "Кобасицомобил"                      | Сузана Пурковић      | Милан Коњевић                             | 6. април 2016.  |
| 52               | 13                 | "Права љубав"                        | Сузана Пурковић      | Милан Коњевић                             | 7. април 2016.  |
| 53               | 14                 | "Мотел Весели рај"                   | Сузана Пурковић      | Милан Коњевић                             | 8. април 2016.  |
| 54               | 15                 | "Изненађења"                         | Сузана Пурковић      | Милан Коњевић                             | 11. април 2016. |
| 55               | 16                 | "Инфаркт"                            | Сузана Пурковић      | Милан Коњевић                             | 13. април 2016. |
| 56               | 17                 | "Добитна комбинација"                | Сузана Пурковић      | Милан Коњевић                             | 14. април 2016. |
| 57               | 18                 | "Сломљено срце"                      | Сузана Пурковић      | Милан Коњевић                             | 15. април 2016. |
| 58               | 19                 | "Сломљено срце"                      | Сузана Пурковић      | Милан Коњевић                             | 18. април 2016. |
| 59               | 20                 | "Пишко и докторка за љубав"          | Сузана Пурковић      | Милан Коњевић                             | 20. април 2016. |
| 60               | 21                 | "Испит"                              | Нбојша Радосављевић  | Милан Коњевић                             | 21. април 2016. |
| 61               | 22                 | "Моћни гну"                          | Небојша Радосављевић | Милан Коњевић                             | 22. април 2016. |
| 62               | 23                 | "Љубавна метода"                     | Небојша Радосављевић | Милан Коњевић                             | 27. април 2016. |
| 63               | 24                 | "Кафана (1. део)"                    | Небојша Радосављевић | Милан Коњевић                             | 28. април 2016. |
| 64               | 25                 | "Кафана (2. део)"                    | Небојша Радосављевић | Милан Коњевић                             | 29. април 2016. |
| 65               | 26                 | "Сида (1. део)"                      | Владимир Лазић       | Милан Коњевић                             | 2. мај 2016.    |
| 66               | 27                 | "Сида (2. део)"                      | Владимир Лазић       | Милан Коњевић                             | 4. мај 2016.    |
| 67               | 28                 | "Привредник године"                  | Владимир Лазић       | Милан Коњевић                             | 5. мај 2016.    |
| 68               | 29                 | "Школа у природи"                    | Владимир Лазић       | Милан Коњевић                             | 6. мај 2016.    |
| 69               | 30                 | "Марта (1. део)"                     | Владимир Лазић       | Милан Коњевић                             | 9. мај 2016.    |
| 70               | 31                 | "Марта (2. део)"                     | Небојша Радосављевић | Милан Коњевић                             | 11. мај 2016.   |
| 71               | 32                 | "Марсовци"                           | Небојша Радосављевић | Милан Коњевић                             | 12. мај 2016.   |
| 72               | 33                 | "Плава љубав"                        | Небојша Радосављевић | Милан Коњевић                             | 13. мај 2016.   |
| 73               | 34                 | "Плодност"                           | Небојша Радосављевић | Милан Коњевић                             | 16. мај 2016.   |
| 74               | 35                 | "Беч"                                | Небојша Радосављевић | Милан Коњевић                             | 18. мај 2016.   |
| 75               | 36                 | "Тајни обожавалац (1. део)"          | Небојша Радосављевић | Милан Коњевић                             | 19. мај 2016.   |
| 76               | 37                 | "Тајни обожавалац (2. део)"          | Небојша Радосављевић | Милан Коњевић                             | 20. мај 2016.   |
| 77               | 38                 | "Гроф мамлаз"                        | Немања Ћипранић      | Милан Коњевић                             | 23. мај 2016.   |
| 78               | 39                 | "Бојз бенд"                          | Немања Ћипранић      | Милан Коњевић                             | 25. мај 2016.   |
| 79               | 40                 | "Из Беча с' љубављу"                 | Немања Ћипранић      | Милан Коњевић и Радмила Јовановић-Поњавић | 26. мај 2016.   |
| 80               | 41                 | "Кад помислиш на најгоре"            | Немања Ћипранић      | Милан Коњевић и Радмила Јовановић-Поњавић | 27. мај 2016.   |
| 81               | 42                 | "Под сумњом"                         | Немања Ћипранић      | Милан Коњевић и Радмила Јовановић-Поњавић | 30. мај 2016.   |
| 82               | 43                 | "Ускликнимо с' љубављу"              | Владимир Лазић       | Милан Коњевић и Радмила Јовановић-Поњавић | 1. јун 2016.    |
| 83               | 44                 | "Конобарица"                         | Владимир Лазић       | Милан Коњевић и Радмила Јовановић-Поњавић | 2. јун 2016.    |
| 84               | 45                 | "Конобарица"                         | Владимир Лазић       | Милан Коњевић и Радмила Јовановић-Поњавић | 3. јун 2016.    |
| 85               | 46                 | "Методијев повратак"                 | Владимир Лазић       | Милан Коњевић и Радмила Јовановић-Поњавић | 6. јун 2016.    |
| 86               | 47                 | "Крив сам"                           | Владимир Лазић       | Милан Коњевић и Радмила Јовановић-Поњавић | 8. јун 2016.    |
| 87               | 48                 | "Сносити кривицу"                    | Владимир Лазић       | Милан Коњевић и Радмила Јовановић-Поњавић | 9. јун 2016.    |
| 88               | 49                 | "Квит"                               | Владимир Лазић       | Милан Коњевић и Радмила Јовановић-Поњавић | 10. јун 2016.   |
| 89               | 50                 | "Љубавна прича"                      | Владимир Лазић       | Милан Коњевић и Радмила Јовановић-Поњавић | 10. јун 2016.   |

### 4. сезона (2017)
Бранка Пујић је заменила Снежану Богдановић у улози Лиле. Даница Максимовић се придружила главној постави на почетку сезоне и напустила је на крају сезоне. Лука Рацо, Драгана Мићаловић, Јелена Косара, Милош Кланшчек и Немања Павловић су унапређени у главну поставу на почетку сезоне. Вучић Перовић, Бранкица Себастијановић и Милица Михајловић су напустили главну поставу на крају сезоне.
| Бр. еп. (укупно) | Бр. еп. (у сезони) | Наслов                                   | Редитељ              | Сценариста      | Премијера       |
| ---------------- | ------------------ | ---------------------------------------- | -------------------- | --------------- | --------------- |
| 90               | 1                  | "Како је то бити млад"                   | Владимир Лазић       | Марија Гојковић | 6. март 2017.   |
| 91               | 2                  | "У порно гнезду"                         | Владимир Лазић       | Марко Бацковић  | 7. март 2017.   |
| 92               | 3                  | "Уцена"                                  | Владимир Лазић       | Марко Бацковић  | 8. март 2017.   |
| 93               | 4                  | "Љубавни јади 2"                         | Владимир Лазић       | Марко Бацковић  | 9. март 2017.   |
| 94               | 5                  | "Ева запада за око инспектору"           | Владимир Лазић       | Марија Гојковић | 10. март 2017.  |
| 95               | 6                  | "Ева се свети Методију"                  | Владимир Лазић       | Марија Гојковић | 13. март 2017.  |
| 96               | 7                  | "Часови јоге"                            | Небојша Радосављевић | Марко Бацковић  | 14. март 2017.  |
| 97               | 8                  | "Отмица Лиле и Николине"                 | Небојша Радосављевић | Марко Бацковић  | 15. март 2017.  |
| 98               | 9                  | "Сексуално образовање"                   | Небојша Радосављевић | Марија Гојковић | 16. март 2017.  |
| 99               | 10                 | "Гојков први сусрет са презервативом"    | Небојша Радосављевић | Марија Гојковић | 17. март 2017.  |
| 100              | 11                 | "Методије планира просидбу"              | Небојша Радосављевић | Марко Бацковић  | 20. март 2017.  |
| 101              | 12                 | "Прстен је спреман"                      | Небојша Радосављевић | Марко Бацковић  | 21. март 2017.  |
| 102              | 13                 | "Шпијунажа"                              | Сузана Пурковић      | Марко Бацковић  | 24. март 2017.  |
| 103              | 14                 | "Писмо од Еве"                           | Сузана Пурковић      | Марко Бацковић  | 27. март 2017.  |
| 104              | 15                 | "Излог секси-шопа"                       | Сузана Пурковић      | Марко Бацковић  | 28. март 2017.  |
| 105              | 16                 | "Методије на жеравици: Шта ће Ева рећи?" | Сузана Пурковић      | Марија Гојковић | 29. март 2017.  |
| 106              | 17                 | "Рајко на Гојковој мети"                 | Сузана Пурковић      | Марко Бацковић  | 31. март 2017.  |
| 107              | 18                 | "Зар Касију голу на календар"            | Сузана Пурковић      | Марко Бацковић  | 3. април 2017.  |
| 108              | 19                 | "Терезин поклон на позајмици"            | Небојша Радосављевић | Марија Гојковић | 4. април 2017.  |
| 109              | 20                 | "Потерс за породицу"                     | Небојша Радосављевић | Марија Гојковић | 5. април 2017.  |
| 110              | 21                 | "Борба за место главног организатора"    | Небојша Радосављевић | Марко Бацковић  | 7. април 2017.  |
| 111              | 22                 | "У предвечерје венчања (1. део)"         | Небојша Радосављевић | Марко Бацковић  | 10. април 2017. |
| 112              | 23                 | "У предвечерје венчања (2. део)"         | Небојша Радосављевић | Марко Бацковић  | 11. април 2017. |
| 113              | 24                 | "Венчање"                                | Небојша Радосављевић | Марија Гојковић | 12. април 2017. |
| 114              | 25                 | "Само је још Лилин стари пријатељ фалио" | Павле Вучковић       | Марко Бацковић  | 14. април 2017. |
| 115              | 26                 | "Тереза има само једно решење"           | Павле Вучковић       | Марко Бацковић  | 17. април 2017. |
| 116              | 27                 | "Сретен и Пол - Рогови у врећи"          | Павле Вучковић       | Марко Бацковић  | 18. април 2017. |
| 117              | 28                 | "Брачни бродолом на помолу"              | Павле Вучковић       | Марија Гојковић | 19. април 2017. |
| 118              | 29                 | "Напето у кући Синђелића"                | Павле Вучковић       | Марко Бацковић  | 21. април 2017. |
| 119              | 30                 | "Свадба"                                 | Павле Вучковић       | Марко Бацковић  | 24. април 2017. |
| 120              | 31                 | "Распад"                                 | Сузана Пурковић      | Марко Бацковић  | 25. април 2017. |
| 121              | 32                 | "Растанак"                               | Сузана Пурковић      | Марко Бацковић  | 26. април 2017. |
| 122              | 33                 | "Пријатељски односи"                     | Сузана Пурковић      | Марко Бацковић  | 28. април 2017. |
| 123              | 34                 | "Шок"                                    | Сузана Пурковић      | Марија Гојковић | 1. мај 2017.    |
| 124              | 35                 | "Како вратити Лилу?"                     | Сузана Пурковић      | Марко Бацковић  | 2. мај 2017.    |
| 125              | 36                 | "Кратак спој"                            | Сузана Пурковић      | Марко Бацковић  | 3. мај 2017.    |
| 126              | 37                 | "Суша, јубилеј и веза"                   | Александар Јанковић  | Марко Бацковић  | 5. мај 2017.    |
| 127              | 38                 | "Под хипнозом"                           | Александар Јанковић  | Марко Бацковић  | 8. мај 2017.    |
| 128              | 39                 | "Пријатељски за Лилу?"                   | Александар Јанковић  | Марија Гојковић | 9. мај 2017.    |
| 129              | 40                 | "Да обрнемо још један круг"              | Александар Јанковић  | Марија Гојковић | 10. мај 2017.   |
| 130              | 41                 | "Самци и самице"                         | Александар Јанковић  | Марко Бацковић  | 12. мај 2017.   |
| 131              | 42                 | "Ударна вест"                            | Александар Јанковић  | Марија Гојковић | 15. мај 2017.   |
| 132              | 43                 | "Још једна ударна вест"                  | Милан Тодоровић      | Марија Гојковић | 16. мај 2017.   |
| 133              | 44                 | "Састанак са Данком"                     | Милан Тодоровић      | Марија Гојковић | 17. мај 2017.   |
| 134              | 45                 | "Гвозденова тајна"                       | Милан Тодоровић      | Марија Гојковић | 19. мај 2017.   |
| 135              | 46                 | "Како вратити љубав?"                    | Милан Тодоровић      | Марко Бацковић  | 22. мај 2017.   |
| 136              | 47                 | "Светлана"                               | Милан Тодоровић      | Марко Бацковић  | 23. мај 2017.   |
| 137              | 48                 | "Глава у облацима"                       | Милан Тодоровић      | Марко Бацковић  | 24. мај 2017.   |
| 138              | 49                 | "Раздвојити Светлану и Сретена"          | Александар Јанковић  | Марија Гојковић | 26. мај 2017.   |
| 139              | 50                 | "Живот или смрт"                         | Александар Јанковић  | Марија Гојковић | 29. мај 2017.   |
| 140              | 51                 | "Између две ватре"                       | Александар Јанковић  | Марија Гојковић | 30. мај 2017.   |
| 141              | 52                 | "Сплетка"                                | Александар Јанковић  | Марија Гојковић | 31. мај 2017.   |
| 142              | 53                 | "Лилин пољубац"                          | Александар Јанковић  | Марија Гојковић | 2. јун 2017.    |
| 143              | 54                 | "Тренутак истине"                        | Александар Јанковић  | Марија Гојковић | 5. јун 2017.    |
| 144              | 55                 | "Распад и помирење"                      | Сузана Пурковић      | Марија Гојковић | 6. јун 2017.    |
| 145              | 56                 | "Бекство од стварности"                  | Сузана Пурковић      | Марија Гојковић | 7. јун 2017.    |
| 146              | 57                 | "Оде Николина (1. део)"                  | Сузана Пурковић      | Марко Бацковић  | 9. јун 2017.    |
| 147              | 58                 | "Оде Николина (2. део)"                  | Сузана Пурковић      | Марко Бацковић  | 12. јун 2017.   |
| 148              | 59                 | "Пут за Варшаву"                         | Сузана Пурковић      | Марко Бацковић  | 13. јун 2017.   |
| 149              | 60                 | "На путу за Варшаву"                     | Сузана Пурковић      | Марко Бацковић  | 14. јун 2017.   |
| 150              | 61                 | "Полицијске и друге игре"                | Александар Јанковић  | Марија Гојковић | 16. јун 2017.   |
| 151              | 62                 | "Осамостаљени"                           | Александар Јанковић  | Марија Гојковић | 19. јун 2017.   |
| 152              | 63                 | "Федор и Федор"                          | Александар Јанковић  | Марија Гојковић | 20. јун 2017.   |
| 153              | 64                 | "Рат и мир"                              | Александар Јанковић  | Марија Гојковић | 21. јун 2017.   |
| 154              | 65                 | "Како су се упознали Сретен и Лила"      | Александар Јанковић  | Марија Гојковић | 23. јун 2017.   |
| 155              | 66                 | "Манекен"                                | Александар Јанковић  | Марија Гојковић | 26. јун 2017.   |
| 156              | 67                 | "Психологија (1. део)"                   | Александар Јанковић  | Марко Бацковић  | 27. јун 2017.   |
| 157              | 68                 | "Психологија (2. део)"                   | Александар Јанковић  | Марко Бацковић  | 30. јун 2017.   |
| 158              | 69                 | "Људи и презервативи"                    | Александар Јанковић  | Марија Гојковић | 1. јул 2017.    |
| 159              | 70                 | "Епилог"                                 | Александар Јанковић  | Марија Гојковић | 2. јул 2017.    |

### 5. сезона (2019)
Михаела Стаменковић и Сека Саблић су се придружиле главној постави на почетку сезоне. Анета Томашевић је унапређена у главну поставу на почетку сезоне.
| Бр. еп. (укупно) | Бр. еп. (у сезони) | Наслов                            | Редитељ             | Сценариста     | Премијера       |
| ---------------- | ------------------ | --------------------------------- | ------------------- | -------------- | --------------- |
| 160              | 1                  | „Сендвич проблема”                | Катарина Живановић  | Драган Николић | 8. април 2019.  |
| 161              | 2                  | „Излет”                           | Катарина Живановић  | Драган Николић | 9. април 2019.  |
| 162              | 3                  | "Повратак на старо"               | Катарина Живановић  | Драган Николић | 10. април 2019. |
| 163              | 4                  | "Порођај"                         | Катарина Живановић  | Драган Николић | 11. април 2019. |
| 164              | 5                  | "Јунаци"                          | Катарина Живановић  | Драган Николић | 12. април 2019. |
| 165              | 6                  | "Зов природе"                     | Милан Тодоровић     | Драган Николић | 15. април 2019. |
| 166              | 7                  | "Сексуална енергија"              | Милан Тодоровић     | Драган Николић | 16. април 2019. |
| 167              | 8                  | "Татин рођендан"                  | Катарина Живановић  | Драган Николић | 17. април 2019. |
| 168              | 9                  | "На Сребрном језеру"              | Катарина Живановић  | Драган Николић | 18. април 2019. |
| 169              | 10                 | "Отмица"                          | Катарина Живановић  | Драган Николић | 19. април 2019. |
| 170              | 11                 | "Богатство"                       | Милан Тодоровић     | Драган Николић | 22. април 2019. |
| 171              | 12                 | "Утакмица"                        | Милан Тодоровић     | Драган Николић | 23. април 2019. |
| 172              | 13                 | "Улагања"                         | Милан Тодоровић     | Драган Николић | 24. април 2019. |
| 173              | 14                 | "Весеље"                          | Милан Тодоровић     | Драган Николић | 25. април 2019. |
| 174              | 15                 | "Пакао"                           | Владимир Петровић   | Драган Николић | 26. април 2019. |
| 175              | 16                 | "На продају (1. део)"             | Владимир Петровић   | Драган Николић | 29. април 2019. |
| 176              | 17                 | "На продају (2. део)"             | Владимир Петровић   | Драган Николић | 30. април 2019. |
| 177              | 18                 | "Дно дна"                         | Владимир Петровић   | Драган Николић | 1. мај 2019.    |
| 178              | 19                 | "Нови посао"                      | Владимир Петровић   | Драган Николић | 2. мај 2019.    |
| 179              | 20                 | "Лагање"                          | Владимир Петровић   | Драган Николић | 3. мај 2019.    |
| 180              | 21                 | "Тетка зове"                      | Катарина Живановић  | Драган Николић | 6. мај 2019.    |
| 181              | 22                 | "Копиле"                          | Катарина Живановић  | Драган Николић | 7. мај 2019.    |
| 182              | 23                 | "Журка"                           | Катарина Живановић  | Драган Николић | 8. мај 2019.    |
| 183              | 24                 | "Штедња"                          | Катарина Живановић  | Драган Николић | 9. мај 2019.    |
| 184              | 25                 | "Роштиљ"                          | Милан Тодоровић     | Драган Николић | 10. мај 2019.   |
| 185              | 26                 | "Маркице"                         | Милан Тодоровић     | Драган Николић | 13. мај 2019.   |
| 186              | 27                 | "Утакмица (прича друга)"          | Милан Тодоровић     | Драган Николић | 14. мај 2019.   |
| 187              | 28                 | "Ђаво лично"                      | Милан Тодоровић     | Драган Николић | 15. мај 2019.   |
| 188              | 29                 | "Представа"                       | Милан Тодоровић     | Драган Николић | 16. мај 2019.   |
| 189              | 30                 | "Коља"                            | Милан Тодоровић     | Драган Николић | 17. мај 2019.   |
| 190              | 31                 | "Муке"                            | Владимир Петровић   | Драган Николић | 20. мај 2019.   |
| 191              | 32                 | "Пресуда"                         | Владимир Петровић   | Драган Николић | 21. мај 2019.   |
| 192              | 33                 | "Васпитач"                        | Владимир Петровић   | Драган Николић | 22. мај 2019.   |
| 193              | 34                 | "Суноврати"                       | Владимир Петровић   | Драган Николић | 23. мај 2019.   |
| 194              | 35                 | "Журка (прича друга)"             | Владимир Петровић   | Драган Николић | 24. мај 2019.   |
| 195              | 36                 | "Рођендан (прича прва)"           | Владимир Петровић   | Драган Николић | 27. мај 2019.   |
| 196              | 37                 | "Рођендан (прича друга)"          | Катарина Живановиић | Драган Николић | 28. мај 2019.   |
| 197              | 38                 | "Пантомима"                       | Катарина Живановиић | Драган Николић | 29. мај 2019.   |
| 198              | 39                 | "Састав"                          | Катарина Живановиић | Драган Николић | 30. мај 2019.   |
| 199              | 40                 | "Језда"                           | Катарина Живановиић | Драган Николић | 31. мај 2019.   |
| 200              | 41                 | "Горе-доле"                       | Катарина Живановиић | Драган Николић | 3. јун 2019.    |
| 201              | 42                 | "Љубавни занос"                   | Катарина Живановиић | Драган Николић | 4. јун 2019.    |
| 202              | 43                 | "Судбина"                         | Катарина Живановиић | Драган Николић | 5. јун 2019.    |
| 203              | 44                 | "Село"                            | Владимир Петровић   | Драган Николић | 6. јун 2019.    |
| 204              | 45                 | "Сретен"                          | Владимир Петровић   | Драган Николић | 7. јун 2019.    |
| 205              | 46                 | "Данко и Жилијен"                 | Владимир Петровић   | Драган Николић | 10. јун 2019.   |
| 206              | 47                 | "Купац"                           | Владимир Петровић   | Драган Николић | 11. јун 2019.   |
| 207              | 48                 | „Кум”                             | Владимир Петровић   | Драган Николић | 12. јун 2019.   |
| 208              | 49                 | „Нека најбољи победи”             | Владимир Петровић   | Драган Николић | 13. јун 2019.   |
| 209              | 50                 | „Крштење”                         | Владимир Петровић   | Драган Николић | 14. јун 2019.   |
| 210              | 51                 | „Поротник”                        | Владимир Петровић   | Драган Николић | 17. јун 2019.   |
| 211              | 52                 | „Фризерај и пресуда”              | Владимир Петровић   | Драган Николић | 18. јун 2019.   |
| 212              | 53                 | „Нова правила”                    | Владимир Петровић   | Драган Николић | 19. јун 2019.   |
| 213              | 54                 | „Кафеџије”                        | Владимир Петровић   | Драган Николић | 20. јун 2019.   |
| 214              | 55                 | „Трудница и мотор”                | Владимир Петровић   | Драган Николић | 21. јун 2019.   |
| 215              | 56                 | „Трудница и мотор (прича друга)”  | Владимир Петровић   | Драган Николић | 24. јун 2019.   |
| 216              | 57                 | „Психолог”                        | Катарина Живановић  | Драган Николић | 25. јун 2019.   |
| 217              | 58                 | „Посвађане”                       | Катарина Живановић  | Драган Николић | 26. јун 2019.   |
| 218              | 59                 | „Мирослав и Саманта”              | Катарина Живановић  | Драган Николић | 27. јун 2019.   |
| 219              | 60                 | „Удри”                            | Катарина Живановић  | Драган Николић | 28. јун 2019.   |
| 220              | 61                 | „Сенка”                           | Катарина Живановић  | Драган Николић | 1. јул 2019.    |
| 221              | 62                 | „Сенка (прича друга)”             | Катарина Живановић  | Драган Николић | 2. јул 2019.    |
| 222              | 63                 | „Телевизор”                       | Владимир Петровић   | Драган Николић | 3. јул 2019.    |
| 223              | 64                 | „Зомбији”                         | Владимир Петровић   | Драган Николић | 4. јул 2019.    |
| 224              | 65                 | „Сестра”                          | Владимир Петровић   | Драган Николић | 5. јул 2019.    |
| 225              | 66                 | „Суноврат, суноврат, суноврат...” | Владимир Петровић   | Драган Николић | 8. јул 2019.    |
| 226              | 67                 | „Медени месец”                    | Милан Тодоровић     | Драган Николић | 9. јул 2019.    |
| 227              | 68                 | „Медени месец (прича друга)”      | Милан Тодоровић     | Драган Николић | 10. јул 2019.   |
| 228              | 69                 | „Не дамо школу”                   | Милан Тодоровић     | Драган Николић | 11. јул 2019.   |
| 229              | 70                 | „Не дамо школу (прича друга)”     | Милан Тодоровић     | Драган Николић | 12. јул 2019.   |